# Максиміліано Меса
Максиміліано Меса (ісп. Maximiliano Meza, нар. 15 грудня 1992, Хенераль-Пас) — аргентинський футболіст, півзахисник клубу «Індепендьєнте» (Авельянеда).

## Клубна кар'єра
Народився 15 грудня 1992 року в департаменті Хенераль-Пас. Вихованець футбольної школи клубу «Хімнасія і Есгріма». 10 грудня 2012 року в матчі проти «Депортіво Мерло» він дебютував у Прімері B. За підсумками сезону Меса допоміг клубу вийти в еліту. 4 серпня 2013 року в матчі проти «Рівер Плейт» він дебютував у аргентинській Прімері. 8 жовтня в поєдинку проти «Велес Сарсфілд» Максиміліано забив свій перший гол за «Хімнасію». Всього в рідній команді провів чотири сезони, взявши участь у 87 матчах чемпіонату. Більшість часу, проведеного у складі «Хімнасія і Есгріма», був основним гравцем команди.
Влітку 2016 року Меса перейшов в «Індепендьєнте» (Авельянеда). Сума трансферу склала 2,7 млн євро. 25 вересня в матчі проти «Тигре» він дебютував за новий клуб. 11 грудня у поєдинку проти «Колона» Максі забив свій перший гол за «Індепендьєнте». У 2017 році він допоміг клубу завоювати Південноамериканський кубок забивши в матчах проти чилійського «Депортес Ікіке», парагвайського «Насьйоналя» та бразильського «Фламенго» по голу. Станом на 20 травня 2018 року відіграв за команду з Авельянеди 44 матчі в національному чемпіонаті.

## Виступи за збірну
27 березня 2018 року дебютував в офіційних іграх у складі національної збірної Аргентини в товариському матчі проти збірної Іспанії (1:6). В травні того ж року був включений у заявку збірної на чемпіонат світу 2018 року у Росії.

## Досягнення
- Володар Південноамериканського кубка (1):

«Індепендьєнте»: 2017
- Володар Кубка банку Суруга (1):

«Індепендьєнте»: 2018
- Чемпіон Мексики (1):

«Монтеррей»: 2019 А
- Володар Кубка Мексики (1):

«Монтеррей»: 2019-20
- Володар Ліги чемпіонів КОНКАКАФ (2):

«Монтеррей»: 2019, 2021